# Heteropelma flavitarse
Heteropelma flavitarse là một loài tò vò trong họ Ichneumonidae.